# 美托咪酯
美托咪酯（英語：Metomidate）是一种非巴比妥类咪唑类药物，由杨森制药公司于1965年发现并以Hypnodil 、 Nokemyl等商品名出售，作为一种镇静催眠药物，在欧洲用于治疗人类和兽医用途。
碳-11标记的美托咪酯（11C-美托咪酯）可与正电子发射断层扫描（PET）联用。例如，可用于检测肾上腺皮质肿瘤 。
2024年7月，美托咪酯在中国大陆被管制。同年8月，美托咪酯在台湾被增列为第三级毒品，11月升级为第二级毒品。